# Harry Waxman
Harry Waxman (* 3. April 1912 in London; † 24. Dezember 1984 in Chichester) war ein britischer Kameramann.

## Leben
Harry Waxman, der direkt nach seinem Schulabschluss Filmentwicklungsassistent wurde und dann nach einer mehrjährigen Zeit als Kameraassistent Kameramann vor allem für Dokumentarfilme war, fotografierte seinen ersten Film als Chefkameramann im Jahr 1945. Waxman erwarb sich bei zahlreichen Produktionen eine Reputation als versierter und erfahrener Kameramann ohne erkennbare bildgestalterische und innovative Ansprüche. Einsätze als Verantwortlicher für die Second Unit bei Großproduktionen wie Khartoum blieben in seinem Berufsleben die Ausnahme. Von 1966 bis 1969 war er Präsident der British Society of Cinematographers.

## Filmografie (Auswahl)
| - 1947: Brighton Rock - 1950: Schicksal zwischen Ebbe und Flut (Waterfront) - 1951: Der nächtliche Reiter (The Lady and the Bandit) - 1953: Meineid (The long memory) - 1954: Der schlafende Tiger (The Sleeping Tiger) - 1954: Die seltsamen Wege des Pater Brown (Father Brown) - 1955: Täter unbekannt (Lost) - 1956: Das Baby auf dem Schlachtschiff (The Baby and the Battleship) - 1956: Der Preis für fünf Jahre Glück (Secret tent) - 1956: In den Krallen der Gangster (House of secrets) - 1957: Die Farm der Verfluchten (Robbery under arms) - 1958: Kleine Übeltäter (Innocent sinners) - 1958: Velaba ruft (Nor the moon by night) - 1959: Das Mädchen Saphir (Sapphire) - 1959: Der dritte Mann im Berg (Third man on the mountain) - 1960: Der unheimliche Komplice (The secret partner) - 1960: Dschungel der 1000 Gefahren (Swiss family Robinson) - 1961: Der Tag, an dem die Erde Feuer fing (The Day the Earth Caught Fire) - 1961: Das Geheimnis der grünen Droge (I thank a fool) | - 1961: Der römische Frühling der Mrs. Stone (The Roman Spring of Mrs. Stone) - 1962: Das Glück in seinen Armen (Stolen hours) - 1963: Kein Schloß ist vor ihm sicher (The cracksman) - 1964: Nicht mit uns, Herr Kommissar (Crooks and cloisters) - 1965: Herrscherin der Wüste (She) - 1965: War es wirklich Mord? (The Nanny) - 1966: Khartoum - 1966: Das Geheimnis der weißen Nonne (The Trygon Factor) - 1966: Honigmond 67 (The family way) - 1968: Die Giftspritze (The Anniversary) - 1968: Teufelskreis Y (Twisted nerve) - 1968: Wonderwall - 1970: Ein Mädchen in der Suppe (There’s a girl in my soup) - 1971: Der Ruf der Freiheit (Flight of the doves) - 1972: Diabolisch (La tua presenza nuda!) - 1973: The Wicker Man - 1973: Der Lord, der ein Diener sein wollte (Blue Blood) - 1974: Digby, der größte Hund der Welt (Digby – The biggest dog in the world) - 1975: Reise in die Angst (Journey into fear) - 1976: Inspektor Clouseau, der „beste“ Mann bei Interpol (The Pink Panther Strikes Again) - 1977: Das Unheimliche (The Uncanny) |